# هيربرت فير إيفات
هيربرت فير إيفات (بالإنجليزية: H. V. Evatt) (20 أبريل 1894 - 2 نوفمبر 1965) هو قاضي ومحامي وكاتب وعضو برلمان استرالي.
إيفات هو الرئيس الثالث للجمعية العامة للأمم المتحدة من العام 1948 حتى 1949 وساعد في وضع مسودة الأمم المتحدة للإعلان العالمي لحقوق الإنسان.

## روابط خارجية
- هيربرت فير إيفات على موقع الموسوعة البريطانية (الإنجليزية)
- هيربرت فير إيفات على موقع مونزينجر (الألمانية)
- هيربرت فير إيفات على موقع ديسكوغز (الإنجليزية)